# Dietrich Thurau
Dietrich ("Didi") Thurau (født 9. november 1954 i Frankfurt) er en tysk forhenværende cykelrytter.
Hans foretrukne disciplin er landevejscykling, hvor han har vundet Liège-Bastogne-Liège, og seks etaper ved Tour de France hvor han i 1977 havde den gule førertrøje i løbets første 15 dage, og med en samlet femteplads vandt han den hvide ungdomstrøje. To gange vandt han sølv ved verdensmesterskaberne i linjeløb.
Om vinteren kørte Thurau en del seksdagesløb, hvor det blandt andet blev til sejr ved Københavns seksdagesløb i 1984 med makker Albert Fritz.